# Gordon McRorie
Gordon McRorie (nacido en Escocia el 12 de mayo de 1988) es un jugador de rugby que juega de medio de melé para la selección de rugby de Canadá y, actualmente (2015), para Prairie Wolf Pack.
Su debut con la selección de Canadá se produjo en un partido contra Japón en Vancouver el 7 de junio de 2014. 
Seleccionado para la Copa del Mundo de Rugby de 2015, Mc Rorie logró puntos para su equipo en la derrota frente a Rumanía 15-17 pasando un golpe de castigo.